# Ґрабіна-Радзівілловська
Ґрабіна-Радзівілловська (пол. Grabina Radziwiłłowska) — село в Польщі, у гміні Пуща-Марянська Жирардовського повіту Мазовецького воєводства.
Населення — 938 осіб (2011).
У 1975-1998 роках село належало до Скерневицького воєводства.

## Демографія
Демографічна структура станом на 31 березня 2011 року:
|          | Загалом | Допрацездатний вік | Працездатний вік | Постпрацездатний вік |
| -------- | ------- | ------------------ | ---------------- | -------------------- |
| Чоловіки | 461     | 106                | 302              | 53                   |
| Жінки    | 477     | 96                 | 263              | 118                  |
| Разом    | 938     | 202                | 565              | 171                  |